# Carterita de cerillas

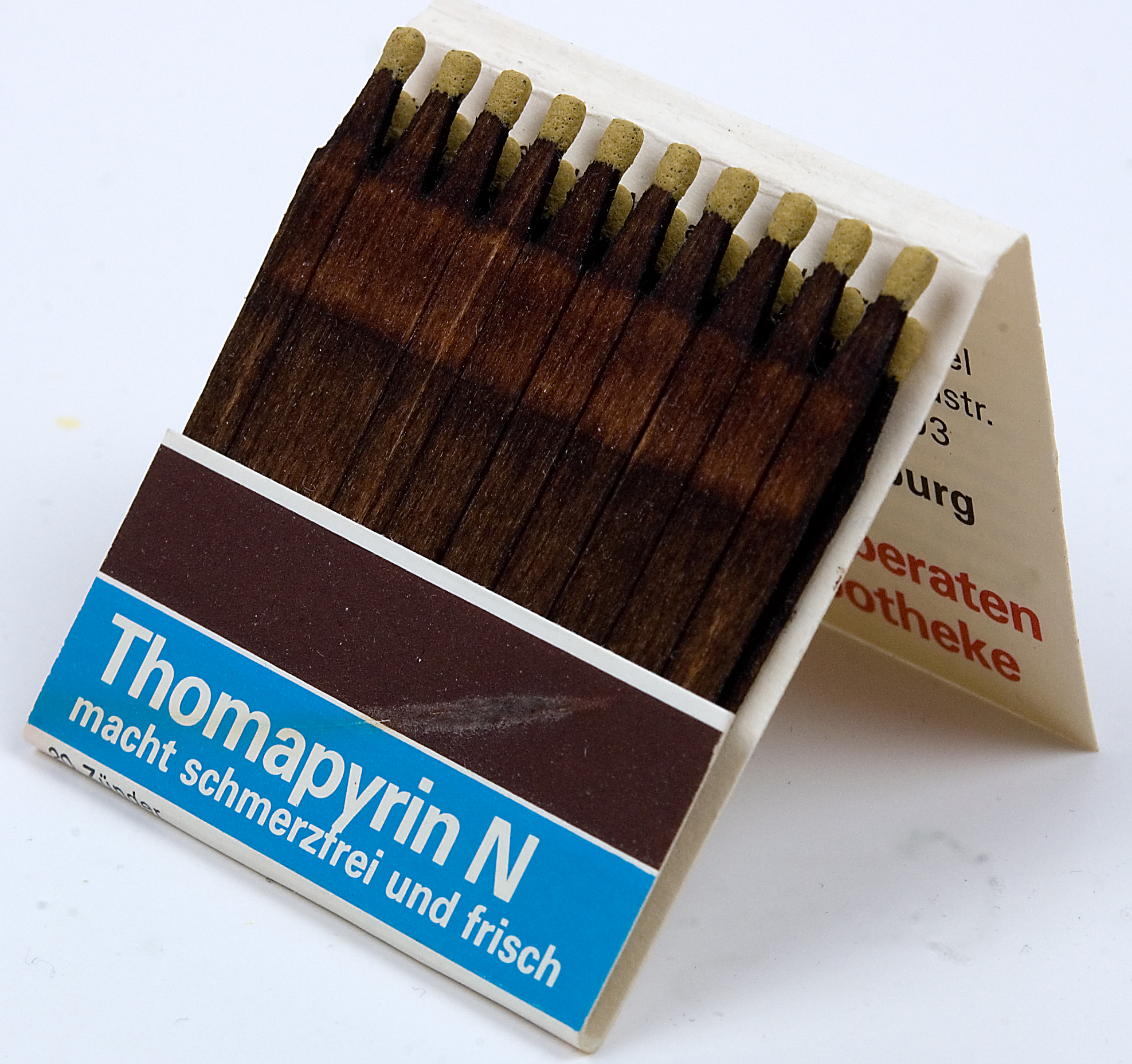
Carterita de cerillas (abierta)

Una carterita de cerillaso librito de cerillas,es una pequeña carpeta de cartulina que contiene cerillas unidas por la base y tiene una superficie para rascar en el exterior. El librito se abre para acceder a las cerillas, que están colocadas en forma de peine y deben arrancarse antes de su uso, a diferencia de las de una caja de cerillas donde están empaquetadas de forma suelta en la bandeja interior.
El exterior del librito suele llevar impreso el logotipo de un patrocinador, a menudo con decoraciones artísticas, sirviendo como medio publicitario o promocional para la empresa que lo vende o regala. La facilidad para hacer libritos de cerillas de diferentes formas también los convirtió en un artículo promocional barato o un recuerdo de aniversario bastante popular.

## Historia

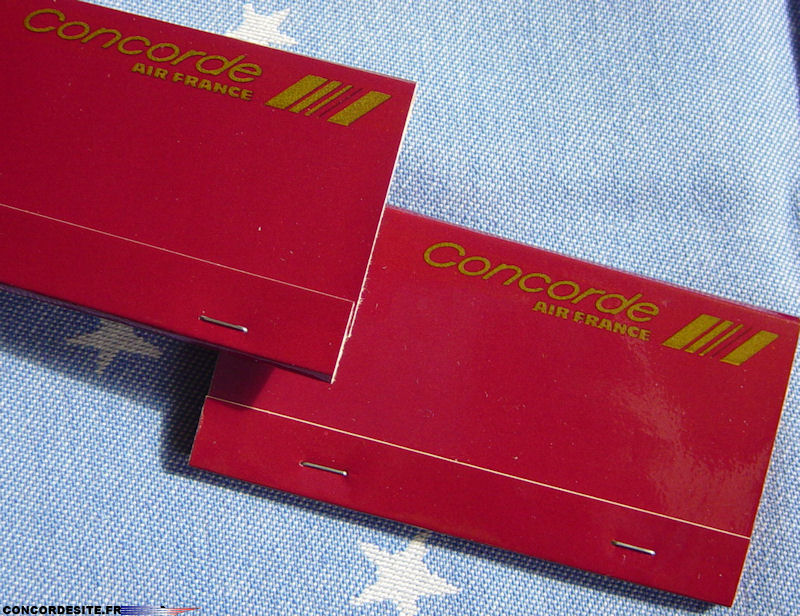
Carterita de cerillas supersónica (1985-1986 entregada en el Concorde)

La fabricación de libritos de cerillas alcanzó su punto máximo durante las décadas de 1940 y 1950, y luego disminuyó constantemente debido a la disponibilidad de encendedores desechables y diversas campañas de salud contra el tabaquismo. Recientemente, las libritos de cerillas han comenzado a recuperar parte de su popularidad como elemento publicitario "retro", particularmente en restaurantes de lujo. 
Aunque las cerillas de papel se patentaron en la década de 1880, en septiembre de 1892  el abogado de patentes de Filadelfia , Joshua Pusey, patentó una de los primeros "libritos" de cerillas de papel. Sin embargo, la carterita de cerillas tal como la conocemos fue patentada unas semanas más tarde por Charles Bowman de Lebanon, Pensilvania . Pusey impugnó la patente de Bowman, pero la patente de Bowman fue confirmada. Pusey vendió su patente a Diamond Match Trust en 1896 y luego ejerció como abogado de patentes de la empresa. La empresa de Bowman, la American Safety Head Match Company de Lebanon, PA, no duró mucho, y Diamond Match Co. adaptó su diseño a su producto, convirtiéndose en el primer productor en masa de libritos de cerillas de papel.
La coleccionismo de libritos de cerillas, libritos de cerillas, etiquetas de cerillas y otros artículos relacionados con las cerillas se llama filumenia .

## Matchcover

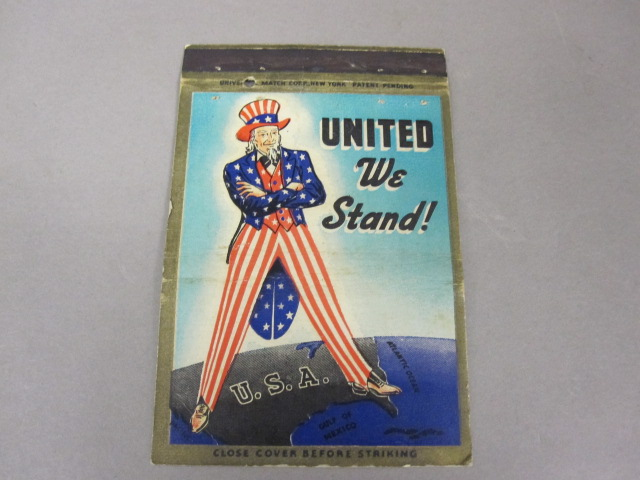
Portada de carterita de cerillas, Segunda Guerra Mundial, Tío Sam

En un librito de cerillas, la "matchcover", o "matchbook cover", es la cubierta de cartón delgada que se pliega sobre las cerillas. Como portadas, se utilizan de forma publicitaria desde 1894, dos años después de su patente, y desde entonces han atraído a personas con su coleccionismo. Muchos historiadores señalan a la Ópera Mendelson como la primera en utilizar libritos de cerillas con fines publicitarios; escribieron a mano su información promocional en cubiertas de libritos de cerillas en blanco fabricadas por la Binghamton Match Company entre 1893 y 1894. Inspirado por la innovación de Opera, el vendedor de Diamond Match, Henry Traute, comenzó a acercarse a los fabricantes para anunciar sus productos en los libritos de cerillas de su empresa, promocionándolos como algo que sus usuarios verían muchas veces al día. Entre las primeras empresas en encargar libritos de cerillas publicitarios se encontraban la cerveza Pabst, la American Tobacco Company y la Wrigley's Chewing Gum . También animó a sus clientes a regalar libritos de cerillas como artículo promocional.  

## Coleccionismo
Los coleccionistas son conocidos como filumenistas, i entre ellos hay desde personas que tienen una caja de zapatos o una pecera llena de libritos de tiendas y restaurantes locales, hasta coleccionistas serios con portadas con cientos de temas diferentes. En 2005, había más de 1.800 coleccionistas activos en The Rathkamp Matchcover Society  ( La voz del hobby desde 1941 ), repartidos en 20 países de todo el mundo.
El librito de cerillas más caro costó 6.000 dólares estadounidenses y fue comprado por Kevin Saucier (EE. UU.) en Santa Ana, California, EE.UU., el 3 de julio de 2015. Se trata de una carterita de cerillas que se creó para una cena de celebración poco común de Charles Lindbergh fechada el 14 de junio de 1927. Le faltan cuatro cerillas  pero, por lo demás, está en perfecto estado, ya que la portada es de calidad coleccionable. Se cree que "Los libritos de cerillas Lindbergh" como se les conoce en el hobby fueron descartados ya que estaban impresos para Lindberg con el rango de Capitán; Con el logro mundialmente famoso, Lindbergh fue rápidamente ascendido a coronel. Se estima que 200 de estos libritos se entregaron en una cena en su honor en el Hotel Astor de  Nueva York. Según el último recuento, se conoce la existencia de alrededor de 13  unidades.

## Patentes
Patente estadounidense 483,166  Patente Flexible Match, 27 de septiembre de 1892: se muestra un juego de dos peines para cerillas con una cubierta de papel plegable adjunta.